# Racer X
Pour l'album de Big Black, voir Racer-X.
Racer X est un groupe de heavy metal américain, originaire de Los Angeles, en Californie. Le groupe compte cinq albums studio et quatre albums live à son actif. Le nom du groupe est une référence au personnage du dessin animé Speed Racer et aux rythmes rapides de leurs compositions, qui est une de leurs caractéristiques principales. À cause de divergences musicales, le groupe se sépare en 1989, puis se reforme en 1999, avant de se séparer à nouveau en 2002.

## Biographie
Racer X est formé en 1985 à Los Angeles par le guitariste Paul Gilbert et le bassiste John Alderete. Le guitariste Paul Gilbert gagne initialement en notoriété après avoir cité dans le magazine Guitar Player par Mike Varney en février 1983,,. Gilbert était âgé de 16 ans, et résidait à Greensburg, avant d'emménager à Los Angeles, en Californie où il étudiera à la Guitar Institute of Technology (GIT). Après ses études, il enregistre l'album Trouble In The Streets avec le groupe local de metal Black Sheep, publié au label Enigma Records en novembre 1985. Ici, Gilbert rencontre Juan Alderete. Alderete et Gilbert se tourne vers Scott Travis pour se joindre à la batterie. Gilbert recrute ensuite Jeff Martin du groupe originaire de Phoenix, Surgical Steel. Martin commence à écrire les paroles de leurs premières démos que Gilbert lui a envoyé. Le groupe enregistre dès 1985, et le premier album de Racer X, Street Lethal, est publié le 1er janvier 1986 au label de Mike Varney, Shrapnel Records.
Avec la sortie de Street Lethal, Paul Gilbert se popularise comme l'un des membres du genre néo-classique, popularisé par Randy Rhoads et Yngwie J. Malmsteen,. Racer X ne jouant pas aussi souvent de morceau néo-classique que Rhoads ou Malmsteen, Gilbert est souvent cité, parmi Yngwie et Randy, dans plusieurs magazines spécialisés. Racer X se popularise rapidement au Sunset Strip. À cette période, Gilbert signe un contrat avec les guitares Ibanez,,. La chanson Getaway est souvent diffusée sur les ondes de la chaine de radio californienne, KNAC. Le groupe se sépare en 1989. En 1992, Shrapnel Records publie Extreme Volume II Live, qui comprend les concerts de Racer X au Country Club et des chansons exclusives comme Poison Eyes et Give it to Me.
Le groupe se reforme brièvement en 1999, avant de se séparer à nouveau en 2002,.

## Membres

### Derniers membres
- Jeff Martin - chant (1985-1989, 1999-2002)
- Paul Gilbert - guitare (1985-1989, 1999-2002)
- John Alderete - basse (1985-1989, 1999-2002)
- Scott Travis - batterie (1986-1989, 1999-2002)

### Anciens membres
- Bruce Bouillet - guitare (1986-1989)
- Chris Arvan - guitare (1989)
- Harry Gschoesser - batterie (1985-1986)

## Discographie

### Albums studio
- 1986 : Street Lethal
- 1988 : Second Heat
- 1999 : Technical Difficulties
- 2000 : Superheroes
- 2002 : Getting Heavier

### Albums live
- 1988 : Live Extreme, Vol. 1
- 1993 : Live Extreme, Vol. 2
- 2002 : Snowball of Doom
- 2002 : Snowball of Doom 2

## Vidéographie
- 2002 : Live at the Whisky: Snowball of Doom